# Charles Bryant
 (juillet 2020).
Si vous disposez d'ouvrages ou d'articles de référence ou si vous connaissez des sites web de qualité traitant du thème abordé ici, merci de compléter l'article en donnant les références utiles à sa vérifiabilité et en les liant à la section « Notes et références ».
Charles Bryant est un réalisateur et acteur britannique né le 8 janvier 1879 à Hartford en Angleterre, et mort le 7 août 1948 à Mount Kisco aux États-Unis.

## Biographie
Charles quitta l'école à 14 ans pour démarrer une carrière d'acteur de théâtre en Angleterre et, trois ans plus tard, il traversa l'Atlantique pour travailler à Broadway jouant notamment dans The First Born en 1887.
C'est en 1914 qu'il joue dans son premier film : A Train of Incidents. Étant homosexuel, il fit la rencontre d'Alla Nazimova qui lui servit de couverture (et qui était elle-même bisexuelle). Ils allèrent jusqu'à se marier en 1912. Après une carrière fructueuse, il s'essaya avec sa femme à la réalisation en adaptant la pièce d'Oscar Wilde, Salomé mais, trop en avance pour l'époque, le film n'eut aucun succès. À la suite de cet échec, il ne travailla plus dans l'industrie du film et divorça de sa femme. Il meurt en 1948 à l'âge de 69 ans.

## Filmographie

### Comme réalisateur
- 1920 : Stronger Than Death (assistant)
- 1922 : A Doll's House
- 1923 : Salomé

### Comme acteur
- 1914 : A Train of Incidents
- 1914 : The Wrong Flat
- 1914 : A Double Error
- 1915 : The Game of Thrills
- 1915 : The Spider
- 1915 : The Battle of Ballots
- 1915 : The Masqueraders: Eddie Remon
- 1916 : War Brides (en): Franz
- 1918 : Revelation: Paul Granville
- 1918 : Toys of Fate: Henry Livingston
- 1918 : L'Occident: Captain de Cadiere
- 1919 : Hors de la brume: Philip Blake
- 1919 : La Lanterne rouge (The Red Lantern) d'Albert Capellani
- 1919 : La Fin d'un roman (The Brat) de Herbert Blaché MacMillan Forrester
- 1920 : Stronger Than Death: Maj. Tristan Boucicault
- 1920 : The Heart of a Child: Lord Kidderminster
- 1920 : Billions: Krakerfeller/Owen Carey

### Comme scénariste
- 1919 : La Fin d'un roman (The Brat) de Herbert Blaché
- 1920 : Stronger Than Death
- 1920 : The Heart of a Child
- 1920 : Billions